# Phan Văn Tường
Phan Văn Tường (sinh năm 1960) là một sĩ quan cấp cao trong Quân đội nhân dân Việt Nam, hàm Thiếu tướng, hiện là Phó Tư lệnh Quân khu 1 và là đại biểu Quốc hội Việt Nam khóa 13, khóa 14,thuộc đoàn đại biểu Thái Nguyên, Ủy viên Ủy ban Quốc phòng và An ninh của Quốc hội khóa 14.

## Thân thế và giáo dục
Phan Văn Tường sinh ngày 2 tháng 7 năm 1960, người dân tộc Kinh, không theo tôn giáo nào. Ông có quê quán tại xã Khôi Kỳ, huyện Đại Từ, tỉnh Thái Nguyên.
Ông có bằng Cử nhân Khoa học Quân sự và Cao cấp lí luận chính trị Đảng Cộng sản Việt Nam.

## Sự nghiệp
Ngày 27 tháng 7 năm 1982, ông gia nhập Đảng Cộng sản Việt Nam.
Phan Văn Tường từng là Đại biểu Quốc hội Việt Nam khóa 12, khóa 13 tỉnh Thái Nguyên.
Từng giữ chức chỉ huy trưởng ban chỉ huy quân sự huyên Đại Từ
Năm 2008, bổ nhiệm giữ chức Chỉ huy trưởng Bộ Chỉ huy quân sự tỉnh Thái Nguyên, Quân khu 1.
Tháng 12.2011, bổ nhiệm giữ chức Phó Tư lệnh Quân khu 1.
Tháng 2 năm 2019, Thủ tướng Chính phủ và Bộ trưởng Bộ Quốc phòng đã có Quyết định về việc thôi giữ chức vụ chỉ huy, quản lý và kéo dài thời gian phục vụ tại ngũ đến tháng 5 năm 2021 để làm nhiệm vụ Đại biểu Quốc hội đối với đồng chí Thiếu tướng Phan Văn Tường, Phó Tư lệnh Quân khu 1.
Sáng ngày 17 tháng 3 năm 2020, Bộ tư lệnh Quân khu tổ chức Hội nghị bàn giao nhiệm vụ giữa Thiếu tướng Phan Văn Tường, Phó tư lệnh Quân khu và Thiếu tướng Lê Anh Tuấn, Phó tư lệnh Quân khu. Tại hội nghị, Thiếu tướng Phan Văn Tường, Phó tư lệnh Quân khu bàn giao cho Thiếu tướng Lê Anh Tuấn, Phó tư lệnh Quân khu tiếp nhận gồm các nội dung, nhiệm vụ: Kinh tế quốc phòng, công tác hậu cần thường xuyên và đột xuất, các dự án Quân khu làm chủ đầu tư, công tác phòng chống dịch Covid-19... để nghỉ chế độ theo Quyết định của Thủ tướng Chính phủ.

## Đại biểu Quốc hội Việt Nam khóa 14 Thái Nguyên
Ngày 22 tháng 5 năm 2016, Phan Văn Tường trúng cử đại biểu Quốc hội Việt Nam khóa 14 nhiệm kì 2016-2021 tại đơn vị bầu cử số 2 tỉnh Thái Nguyên gồm Thành phố Thái Nguyên, huyện Đồng Hỷ và huyện Võ Nhai, với tỉ lệ 69,69% số phiếu bầu tán thành.

### Bấm nút Không tán thành Luật An ninh mạng
Ngày 12 tháng 6 năm 2018, Phan Văn Tường là một trong 15 đại biểu Quốc hội ấn nút không tán thành thông qua Luật An ninh mạng Việt Nam.

## Phong tặng

### Quân hàm
- Thiếu tướng Quân đội nhân dân Việt Nam (2011)